# Albert von Le Coq
Pour les articles homonymes, voir Le Coq (homonymie).
Albert von Le Coq ou « Albrecht » von Le Coq, né le 8 septembre 1860 à Berlin et mort le 21 avril 1930 à Berlin, est un archéologue et explorateur allemand de l’Asie centrale.

## Biographie
D’une riche famille berlinoise d’origine huguenote, von Le Coq commença par étudier le commerce à Londres et en Amérique, avant d’entrer dans les affaires de son père, August von Le Coq (1827–1894). Les actions dans des brasseries et caves à vin d’Europe centrale et orientale dont il hérita à l’âge de quarante ans le mirent à l’abri du besoin et lui permirent de changer de carrière pour entreprendre des études au Musée d’ethnologie de Berlin et voyager.
Adjoint d'Albert Grünwedel, le directeur de la section indienne du musée, il organisa avec lui des expéditions en Asie centrale, en particulier sur la route de la soie. Jusqu'en mars 1903, l'équipe a exploré les grottes de Kizil. Alors que Grünwedel était principalement intéressé par la copie des peintures murales, Le Coq a choisi de retirer un grand nombre de peintures murales qu'il rapporta à Berlin, via Kashghar, le 6 juillet 1903.
Grünwedel étant tombé malade avant le départ de la deuxième expédition allemande de Tourfan, Le Coq le remplaça. La nouvelle expédition arriva sur le site de l'oasis de Tourfan le 17 novembre 1904.
Au nord-ouest de la Chine, dans le Xinjiang, l’expédition découvrit une série de temples bouddhistes, – dont celui des grottes des mille Bouddhas de Bezeklik au nord-est de la région –  et manichéens dans des cavernes. Beaucoup de manuscrits dans les grottes furent détruits au cours des fouilles. Le Coq spécula que la culture des quelques peintures retrouvées dans les grottes était peut-être d’origine aryenne (indo-européenne), par l’intermédiaire des Francs.
Avec l’aide de son assistant Theodor Bartus (en), il scia et arracha des supports pour plus de 360 kg de fresques, statues et autres œuvres d’art, de quoi remplir 305 caisses qu’il expédia à Berlin. Le Coq justifia ces « emprunts » par les troubles qui agitaient le Turkestan au moment de l’expédition. Une partie des objets d'art ont fait l’objet d’un dépôt dans ce qui était alors le Musée d’ethnologie (Völkerkundemuseum) de la Prinz-Albrecht-Strasse, dont Le Coq fut le directeur à partir de 1923. Le musée a été gravement endommagé par une bombe en 1944. Cependant, de nombreux objets qui avaient déjà été exposés purent être réintégrés après la guerre. Ils forment depuis lors, une partie des collections du musée d'art asiatique de Berlin.
Le Coq, qui a publié sous le nom de « Choros Zaturpanskij », repose au cimetière berlinois de Dahlem.

## Publications
- Reisewege und Ergebnisse der deutschen Turfanexpeditionen. In: Orientalisches Archiv. Hiersemann, Leipzig 3.1912, p. 116–127.
- Die buddhistische Spätantike in Mittelasien. Dietrich Reimer, Berlin 1922.
- Chotscho Dietrich Reimer, Berlin 1913.
- Auf Hellas Spuren in Ostturkistan. Berichte und Abhandlungen der II. und III. Deutschen Turfan-Expedition.  Hinrichs’sche Buchhandlung, Leipzig 1926.
- Von Land und Leuten in Ostturkestan. Berichte und Abenteuer der 4. Deutschen Turfanexpedition. Hinrichs’sche Buchhandlung, Leipzig 1928.